# Хало (религиозна иконография)
Хало (от гръцки ἅλως, halōs), известно още като нимб, ореол или слава) в религиозната иконография представлява корона от светлинни лъчи, кръг или диск на светлина, който заобикаля човек в изкуството. То е бил използвано в иконографията на много религии за обозначаване на свети или свещени фигури, а през различни периоди е бил използван и в изображения на владетели или герои. В религиозното изкуство на Древна Гърция, Древен Рим, християнството, индуизма, будизма и исляма, сред другите религии, свещените лица могат да бъдат изобразявани с ореол под формата на кръгово сияние или пламъци в азиатското изкуство, около главата или около цялото тяло – последното често се нарича мандора (mandorla). Халотота може да бъдат показани в почти всеки цвят или комбинация от цветове, но най-често са изобразени като златисти, жълти или бели, когато представляват светлина или червено, когато представляват пламъци.